# 石屋山
石屋山（英語：Shek Uk Shan）是香港的一座山峰，位於新界西貢半島西貢北，西貢西郊野公園範圍內，區域行政上屬大埔區，海拔481米，為半島上的最高峰。石屋山山頂設有一個訊號站。
該山的附近是黃竹塱及嶂上，上有嶂上郊遊徑，天梯亦位於山腰附近，西南面是榕樹澳；東面則鄰近黃石水上活動中心；東北面是白沙澳，其中有白沙澳青年旅舍；西北面是深涌。前往海下灣的海下路在山的東麓通過。

## 鄰近山峰
- 柴山
- 花苗山（畫眉山）
- 岩頭山
- 牛耳石山
- 雷打石

## 註腳
1. ↑  .   [2008-10-13]. （原始内容存档于2007-12-09）.